# Kanrin Maru
La Kanrin Maru (咸臨丸?) fu la prima nave a vela e elica giapponese. Venne ordinata nel 1853 dai Paesi Bassi, l'unica nazione con cui il Giappone intratteneva relazioni diplomatiche durante il periodo di isolamento imposto dal Bakufu, il governo dello Shōgun. Venne consegnato nel 1855, appena un anno prima dell'apertura forzata del Giappone al commercio imposto dal commodoro Matthew Perry. La nave venne utilizzata nella nuova Scuola Navale di Nagasaki per sviluppare la conoscenza della tecnologia occidentale delle navi da guerra.
La Kanrin Maru, come nave a vapore a elica, rappresentava un avanzamento tecnologico introdotto da soli dieci anni nell'Occidente, con la HMS Rattler (1843) e permise al Giappone di sperimentare di prima mano le novità più moderne nel progetto delle navi.

## Prima ambasciata giapponese negli Stati Uniti
Cinque anni dopo il Bakufu inviò la Kanrin Maru in missione negli Stati Uniti, come dimostrazione della padronanza raggiunta dal Giappone nelle tecniche di navigazione occidentali. Il 19 gennaio 1860 al comando di Katsu Kaishu e con a bordo, tra gli altri, Nakahama Manjirō e Fukuzawa Yukichi, lasciò il porto di Uraga diretta a San Francisco.
Fu la seconda ambasciata ufficiale giapponese ad attraversare l'oceano Pacifico, circa 250 anni dopo l'ambasciata del 1614 di Hasekura Tsunenaga in Messico e quindi in Europa, a bordo del galeone di costruzione giapponese San Juan Bautista.
La Kanrin Maru venne accompagnata dalla nave della US Navy USS Powhatan. Da San Francisco, la delegazione continuò il viaggio a Washington, passando per Panama su vascelli statunitensi.
L'obiettivo ufficiale della missione fu di inviare la prima ambasciata giapponese negli Stati Uniti e di ratificare il nuovo trattato di Amicizia, Commercio e Navigazione tra gli Stati Uniti e il Giappone. La missione tentò anche invano di ottenere la revisione di alcune clausole ineguali del trattato firmato nel 1854 durante i negoziati con il commodoro Perry.

## Guerra Boshin
Alla fine del 1867 il Bakufu venne attaccato da forze pro-imperatore che iniziarono la guerra Boshin che condusse alla Restaurazione Meiji. Nel settembre 1868, alla caduta di Edo nelle mani delle forze che sostenevano l'imperatore fece parte della flotta di moderne navi da guerra, che al comando dell'ammiraglio Enomoto Takeaki fuggì verso l'Hokkaidō. Durante il viaggio la flotta incontrò un tifone e la Kanrin Maru venne danneggiata gravemente e costretta a riparare nel porto di Shimizu, dove venne catturata dalle forze imperiali.
Al termine del conflitto la Kanrin Maru venne usata dal nuovo governo imperiale nello sviluppo dell'Hokkaidō settentrionale. Nel 1871 naufragò sulla rotta tra Hakodate e Esashi a causa di un tifone.

## LaKanrin Maruodierna
In 1990, venne costruita una replica del doppio delle dimensioni della nave originale. La nave è visibile nel parco a tema di Huis Ten Bosch nel Kyūshū, dove viene utilizzata come nave turistica per visitare il vortice di Naruto nell'omonimo stretto.